# Жирафчето
„Жирафчето“ е български телевизионен игрален филм (психологическа драма) от 1988 година по сценарий и режисура на Николай Георгиев. Оператор е Николай Лазаров. Музиката е на Стефан Драгостинов, а художник е Здравко Маринов.
Филмът е реализиран по едноименния роман на Иван Арнаудов. Текстът на песните е на Волен Николаев.

## Актьорски състав
| Роля         | Изпълнител            |
| ------------ | --------------------- |
| Жирафчето    | Росен Пенчев          |
|              | Валентин Ганев        |
| бащата Пух   | Марин Янев            |
| майката Киви | Пламена Гетова        |
| бабата       | Виолета Николова      |
|              | Йоанна Попова         |
|              | Светла Ковачева       |
|              | Георги Пенчев         |
|              | Илиана Даскалова      |
|              | Нина Томашова         |
|              | Боян Мартинов         |
|              | Александър Владимиров |
|              | Богдан Коларов        |
|              | Людмила Павлова       |
|              | Веселина Сапунова     |
|              | Емил Дачев            |

Във филма участва рисуваният театър на Франтишек Кратохвил – Прага